# Maison au 15, rue Berthe-Molly à Colmar
La maison au 15, rue Berthe-Molly est un monument historique situé à Colmar, dans le département français du Haut-Rhin.

## Localisation
Ce bâtiment est situé au 15, rue Berthe-Molly à Colmar, anciennement 15, rue des Juifs.

## Historique
Le linteau du portail sur cour porte la date de 1566.
Le portail sur cour et la tourelle d'escalier font l'objet d'une inscription au titre des monuments historiques depuis le 18 juin 1929.

## Architecture
Le portail style Renaissance flanqué de pilastres est richement sculpté. L'escalier en vis est construit en pierre.